# David Schultz (Kameramann)
David Schultz (geb. 4. September 1971) ist ein deutscher Kameramann. Er ist vor allem für seine Arbeit bei den Spielfilmen Nichts bereuen und Verschwende deine Jugend von Benjamin Quabeck bekannt. Neben zahlreichen Fernsehproduktionen, Musikvideos und Werbefilmen drehte Schultz auch sehr erfolgreiche Trickfilme, z. B. Der Peitschenmeister (u. a. ausgezeichnet mit dem Grimme-Preis) und Der moderne Zyklop von Daniel Nocke.

## Leben
David Schultz absolvierte ab 1992 eine Ausbildung bei der Deutschen Welle und dem WDR in Köln sowie im Filmkopierwerk Hadeko in Neuss. Anschließend studierte er von 1994 bis 1998 an der Filmakademie Baden-Württemberg in Ludwigsburg, wo er sein Kamerastudium im Frühjahr 1999 abschloss. Seit dieser Zeit ist David Schultz als freier Kameramann tätig, vorwiegend im Bereich Kino und Fernsehen.
Seit 2001 ist er Mitglied im Berufsverband Kinematografie (BVK).

## Filmografie (Auswahl)
- 1995: Beim Hobeln fallen Späne
- 1998: Der Peitschenmeister
- 1998: Bombenstimmung
- 1999: 4000 Teile
- 1999: Die Trösterkrise
- 1999: Don Giorgio
- 1999: EXPO 2000 – Der unendliche Lauf der Zeit
- 2000: Der Pilot
- 2000–2003: Die Harald-Schmidt-Show
- 2001: Virginia Jetzt – Mein sein
- 2001: Audiosmog feat. Tobi Schlegl – Daylight in your eyes
- 2001: Nichts bereuen
- 2001: VW Autostadt – Mädchenkonzert
- 2001: Wetten Dass Travelgate
- 2001: SONY Apres – Ski
- 2002: Der moderne Zyklop
- 2002: Der gute Ruf – Die Nils Ruf Show
- 2002: Gleich geschieht ein Mord
- 2002: Verschwende deine Jugend
- 2002: Lee Buddah – Drei Wünsche
- 2002: Karstadt Top Tip
- 2003: Europe – 99€ Films
- 2003: Virginia Jetzt – Von guten Eltern
- 2003: Heimkehr
- 2004: Sat.1 SK-Kölsch
- 2004: Moment
- 2004: Ein krasser Deal
- 2004: Meechfieber
- 2004: Kurz Der Film
- 2004: Salon de Beton
- 2004 ZDF Siebenstein
- 2004: Hansonis – You shall not despair
- 2004: Virginia Jetzt – Ein ganzer Sommer
- 2004: Jungen Helden e.V.
- 2004 Carhartt Spots
- 2005: Skipholt
- 2005: Zero Hero Venedig Biennale
- 2005: Klee – Tausendfach
- 2005: Virginia Jetzt – Das ganz normale Leben
- 2005: Pestkop im BRMC
- 2005: Axel! will’s wissen (Fernsehserie, 7 Folgen)
- 2005: WDR Weltjugendtag
- 2005: Tele – Es kommt ein Schiff
- 2005: Lee Buddah – Jung Dumm Glücklich
- 2005: Virginia Jetzt – Wahre Liebe
- 2006: Nöle Silbermann
- 2006: Klee – Die Stadt
- 2006: New York Diagram
- 2006 Frau im Hotel
- 2006 Achteinhalb mal Elf mit Schisslaveng
- 2006: Spoons (Fernsehserie, 1. Staffel)
- 2006: Lütte mit Rucola
- 2006: Sackratten
- 2006: Clueso Weit Weg Tour 2006
- 2006: Tempeau – Vorbei
- 2007–2016: SOKO Köln (Fernsehserie, 21 Folgen)
- 2007: Geschichten aus der Pfandleihe
- 2007: Karpatenhund – Gegen den Rest
- 2007: Palms
- 2008: Berlin 1. Mai
- 2008: Hysterie im Nonchalance
- 2008: Malträtierte Fregatte Staatsoper Berlin
- 2008: Der Fischgrätenmelkstand kippt ins Höhlengleichnis Refugium
- 2008: Friendly Fire
- 2008: Senson Benson
- 2008: Schwarze Gußma
- 2008: PARAiso Schizo
- 2009: be One of us
- 2009, 2010: SOKO Stuttgart (Fernsehserie, 8 Folgen)
- 2009: Die abgeschmierte Knicklenkung verheddert sich im Höhlengleichnis Refugium
- 2011: Nichts unter der Kinnlade
- 2011: Bauchhöhle bauchen
- 2012: Heiter bis tödlich: Zwischen den Zeilen
- 2013: Unzone Eierloch
- 2013: Kreatürliche Unschuld
- 2013: SOKO – Der Prozess
- 2014: Diagnose Cowwidinok
- 2014: The Scorpion’s Sting
- 2015: Three Sisters
- 2016–2020: Rentnercops
- 2016: SAFI hoch Bock hoch zwei ist gleich Wurzel aus Eierschale tangiert Kaugummikurve
- 2016: Labskaus oder der alte Scharoun in seinem Elend
- 2017: Hells Bells – A Western
- 2017: Dead and Juicy
- 2018: Unheil
- 2019: Bettys Diagnose (Fernsehserie, 4 Folgen)
- 2021: Friesland – Haifischbecken
- 2021: Buhlschaft
- 2021: Friesland – Bis aufs Blut
- 2022: Im Stelldichein des Phantoms
- 2022: Breisgau – Nehmen und Geben
- 2023: Ex Ego Gynt
- 2023: SAFI – Ich will ein Leben
- 2024: Basstard – Neukölln im Juli
- 2025: Hermann S. 1 + 1
- 2025: Hungry Hearts
- 2025: Der Leuchtturmwärter

## Preise und Auszeichnungen (Auswahl)
- Die Trösterkrise: Kodak-Kamera-Preis
- Der Peitschenmeister: Adolf-Grimme-Preis
- Bombenstimmung: Kodak-Kamera-Preis
- Heimkehr: Deutscher Kamerapreis (Nominierung)